# Vizcondado de Valvanera
El vizcondado de Valvanera, es un título nobiliario español creado en 1852 por la reina Isabel II a favor de Claudio Martínez de Pinillos y Ceballos, II conde de Villanueva para que fuera usado por los primogénitos del condado de Villanueva.
Claudio Martínez de Pinillos y Ceballos era hijo de Bernabé Martínez de Pinillos y Sainz de Cabezón (1752-1829), I conde de Villanueva, a quién se le había otorgado este título con el vizcondado previo de "Valvanera", que pasó con su hijo Claudio a ser un título nobiliario efectivo.

## Vizcondes de Valvanera
|                        | Titular                                             | Periodo                |
| Creación por Isabel II | Creación por Isabel II                              | Creación por Isabel II |
| ---------------------- | --------------------------------------------------- | ---------------------- |
| I                      | Claudio Martínez de Pinillos y Ceballos             | 1852-1852              |
| II                     | Claudio Martínez de Pinillos y Ugarte               | 1852-1858              |
| III                    | Francisco Claudio Ponce de León y del Corral        | 1858-1877              |
| IV                     | Francisca Nemesia del Corral y Martínez de Pinillos | 1877-1881              |
| V                      | Adolfo Ponce de León y del Corral                   | 1882- ?                |
| Título caducado        |                                                     |                        |

## Historia de los Vizcondes de Valvanera
- Claudio Martínez de Pinillos y Ceballos (1780-1852), I vizconde de Valvanera, II conde de Villanueva.

1. Casó el 22 de septiembre de 1827 con Teresa de Ugarte y Rissel, Aróstegui y Beltrán de la Cruz. Le sucedió su hijo:

- Claudio José Martínez de Pinillos y Ugarte (1832-1858), II vizconde de Valvanera (en 1852), III conde de Villanueva. Soltero. Sin descendientes. Le sucedió, de su prima hermana Francisca Nemesia del Corral y Martínez de Pinillos  IV condesa de Villanueva (hija de su tía carnal Clara María Martínez de Pinillos y Ceballos, hermana de su padre) que había casado con Francisco Filomeno Ponce de León y Balzán, Criloche y de la Peña (1822-1884), III marqués de Aguas Claras (antiguo marquesado de San Antonio cedido con facultad Real por Manuel Bustamante, con nueva denominación el 12 de marzo de 1833), el hijo de éstos, por tanto su primo segundo.

- Francisco Claudio Ponce de León y del Corral (1849-1888), III vizconde de Valvanera, (en 1858). Le sucedió su hermano:

- Adolfo Claudio Ponce de León y del Corral (1859-1924), IV vizconde de Valvanera (en 1877), V conde de Villanueva.

1. Casó en La Habana (Espíritu Santo) el 7 de agosto de 1889 con María de las Mercedes Ponce de León y González Gamero, su prima, hija de José Ignacio Ponce de León y Morillas, V conde de Casa Ponce de León y Maroto (1884) y de Cecilia González Gamero y Curbelo.

Fueron sus hijos:
1. Adolfo Ponce de León y Ponce de León, V vizconde de Valvanera, VI conde de Villanueva, que sigue.
2. María Francisca Ponce de León y Ponce de León, que casó con José Blasco Alarcón.
3. Clara Ponce de León y Ponce de León, que casó con Sergio Fernández Vildósola, padres de Sergio Vildósola y Ponce de León (n. en 1933), V marqués de Aguas Claras (27.10.1989), IX conde de Casa Ponce de León y Maroto (1.2.1990).
4. María de las Mercedes Ponce de León y Ponce de León, que casó con José Pantaleón Machado Benitoa.
5. Francisco Ponce de León y Ponce de León.
6. José Ignacio Ponce de León y Ponce de León, IV marqués de Aguas Claras (rehabilitado 1957), VIII conde de Casa Ponce de León y Maroto .
7. Claudio Ponce de León y Ponce de León.

- Adolfo Ponce de León y Ponce de León, V vizconde de Valvanera (en 1881), VI conde de Villanueva, (esta sucesión no parece haber sido validada).

1. Casó con Evangelista Benavides Iglesias.

## Nota
Los títulos de "conde de Villanueva" y de "vizconde de Valvanera" no han sido rehabilitados nunca, por lo que en estos momentos son solamente dos títulos históricos, sin posibilidad de rehabilitación.